# 애너벨 리

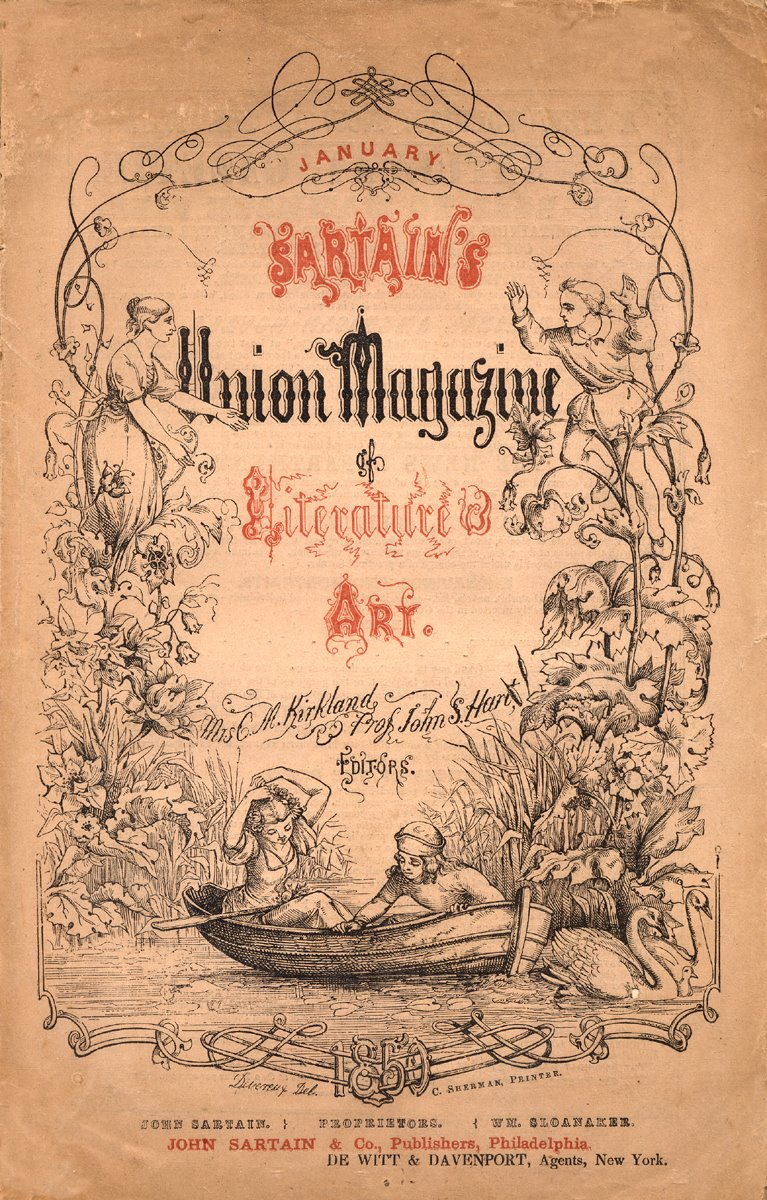

〈애너벨 리〉(Annabel Lee)는 에드거 앨런 포가 쓴 시이다. 시의 내용은 자신의 아내 버지니아를 얼마나 사랑하는가이다.
“오랜 오랜 옛날
바닷가 이 어느 왕국엔가
애너벨리라 불리는
한소녀가 살았답니다
나를 사랑하고 내게 사랑받는것 이외엔
아무 딴 생각 없는 소녀였답니다
”